# يوسف فلوريانوفيتش جيلمان
كان يوسف فلوريانوفيتش جيلمان (بالروسية: Иосиф Флорианович Гейльман؛ 3 مارس 1923 - 13 يونيو 2010) خبيرًا سوفيتيًّا ودوليًّا في لغة الإشارة ومترجمًا للغة الإشارة ولقد ألّف الكثير من المنشورات التي لا زالت تستخدم حتى يومنا هذا. علاوة على ذلك، أسس المركز التعليمي الأول لعموم روسيا للصم المعروف باسم LRC (مركز لينينغراد لإعادة التأهيل) وكان مديره الأول. وكان الأشخاص ضعاف السمع يقصدون المركز من مختلف أنحاء الاتحاد السوفيتي لتلقي التعليم العالي أو المهارات المهنية. وكان يوسف جيلمان أحد الخبراء الرئيسيين في اللجنة المكلفة بتطوير لغة الإشارة الدولية المسماة Gestuno.

## سنوات الطفولة والمراهقة
ولد يوسف جيلمان في 3 مارس 1923 في عائلة روسية/يهودية/ألمانية في روسيا ما بعد الثورة. وكان أسلافه قد هاجروا من ألمانيا إلى روسيا وكان أحدهم رئيس إطفاء في مدينة سان بطرسبرغ. كان والداه، فلوريان وإليزافيتا جيلمان، أصمّين لكنهما كانا يتقنان اللغة المنطوقة ولغة الإشارة. تخرّج فلوريان، والد يوسف، من أكاديمية ستيغليتز للفنون والحرف (Stieglitz Arts and Crafts Academy) ثم عمل كمهندس تصميم في مصنع إلكتروسيلا (Elektrosila). وتخرجت إليزافيتا في معهد سمولني للفتيات النبيلات (Smolny Institute of Noble Maidens) ثم عملت في متجر كارل بولا لتعديل الصور. ولقد عملت أيضًا كممثلة في استوديو الدراما للصم لحين تفكيكه في عام 1937 حيث أصبح مديره سجينًا سياسيًا. وكان لدى يوسف أيضًا أخ أكبر يدعى أوليغ انتقل للعيش في مدينة غيليندزيك بعد زواجه، ثم شارك في الحرب العالمية الثانية وكان ضابطًا حائزًا على جوائز رفيعة.
ألهمت الأجواء التي سادت في منزل يوسف مساره المهني المستقبلي. فلقد كانت عائلته تعقد تجمعات لمجتمع الصم في سانت بطرسبرغ وكان الشاب يوسف يترجم البث الإذاعي للضيوف. وفي سن الخامسة عشر، انضم يوسف إلى جمعية عموم روسيا للصم كمترجم للغة الإشارة ليصبح أصغر مترجم فوري في لينينغراد. وبعد ذلك بعامين، التحق بجامعة ولاية لينينغراد حيث تخصص في التاريخ.  

## سنوات الحرب
في حزيران 1941 قبيل اندلاع الحرب الوطنية العظمى، طلب بافيل سافيليف، وهو أول رئيس لجمعية عموم روسيا للصم، من يوسف أن يعمل كدليل ومترجم لمجموعة من 300 طفل أصم أثناء جولة لهم بالقارب على نهر الفولغا من موسكو إلى أستراخان. غير أن الحرب العالمية الثانية عرقلت هذه الخطط وتقطعت السبل بيوسف والمجموعة في مدينة ياروسلافل. وبين عامي 1941 و1943، كان يوسف مسؤولاً عن رعاية هؤلاء الأطفال الصم. وبعد رفع الحصار في عام 1944، عاد يوسف إلى لينينغراد ليكتشف أن والديه لم ينجوا من أيام الجوع والحرمان القاسية التي عاشاها خلال حصار لينينغراد. ولإحياء ذكرى والديه، بدأ يوسف العمل كمترجم للغة الإشارة لدى جمعية عموم روسيا للصم. وخلال هذه السنوات أيضًا، اجتمع يوسف مع صديقة الطفولة مارينا حيث عرضت عليه عائلتها الضيافة عندما لم يكن لديه مكان يذهب إليه وسرعان ما تزوجا.

## المهنة والمسار المهني
أثناء عمل يوسف كمترجم للغة الإشارة، كشف عن الحاجة إلى تحسين لغة الإشارة الروسية، إذ قادته ملاحظاته إلى الاعتقاد بأن هذه اللغة تشوبها درجة معينة من الضآلة والقلّة، حيث كانت تتسم بندرة معينة في التعبير وذلك في طريقة استخدام المجتمع الروسي من الصم لها وحثته ملاحظاته إلى المبادرة في هذا الصدد.
عملاً بمبادرة يوسف، تم في الخمسينيات افتتاح مدرسة متخصصة (#92) للتعليم الثانوي مع أنظمة التعلُّم الحضوري والتعلُّم عن بُعد للشباب والشابات العاملين في لينينغراد الذين يعانون من ضعف السمع. تولت مارينا أنوهينا دور مديرة المدرسة بعد أن عرض عليها يوسف منشوره الأول وهو كتاب تمهيدي للصم. وأطلق هذا الحدث بحث يوسف النشط والمتعمق في خصوصيات لغة الإشارة الروسية. ثم أوجز يوسف النتائج التي توصل إليها في منشوراته البحثية الوافرة التي تضمنت دليله لعام 1956 بعنوان لغة الإشارة والتهجئة بالأصابع: تمارين تطبيقية ونصوص، وأبجدية التهجئة بالأصابع وإشارات الصم في عام 1957 وقاموس من أربعة مجلدات في السبعينيات بعنوان طرق تواصل الصم الفريدة.
اضطلع التعليم بدور رئيسي في مسيرة يوسف المهنية. فلقد قام بتأليف دليل يسمى تدريب المترجمين الفوريين: الخطة الدراسية وبرامج الدورات حيث تمثَّل الجمهور المستهدف في الواقع بالطلاب الذين يتعلمون لغة الإشارة من الصفر. وتم تدريب 200 مترجم فوري مبتدئ تقريبًا من خلال دورات يوسف جيلمان الخاصة بين عامي 1961 و 1968 حيث أحالتهم عليها الفروع المحلية لجمعية عموم روسيا للصم.
لم تقتصر مساعي السيد جيلمان على المنطقة الواقعة ضمن الحدود السوفيتية وحسب. فحتى خلال سنوات الستار الحديدي، بات اسم يوسف بارزًا في مجتمع لغة الإشارة الدولي وحضر الكثير من المؤتمرات والندوات في الخارج، سواء في الكتلة الشرقية أو في الغرب، في بلدان مختلفة كإيطاليا والولايات المتحدة الأمريكية – ما يدل على التفوق في الأوساط المهنية، لأنه لم يكن يُسمح لمعظم المواطنين السوفيت بزيارة الغرب.
شغل يوسف منصب نائب رئيس الاتحاد العالمي للصم وكان عضوًا في لجنة الخبراء التي طورت لغة الإشارة الدولية الأصلية (Gestuno)، التي تعرف الآن بلغة الإشارة الدولية (ISL). وكان السيد جيلمان لسنوات عدة عضوًا في لجنة التأهيل الاجتماعي للصم التابعة للاتحاد العالمي للصم.
كان يوسف صديقًا لويليام كاسل من المعهد الفني الوطني للصم، وهو جزء من معهد روتشستر للتكنولوجيا والمدرسة التقنية الأولى للصم في العالم. فالتقى الزميلان والمدافعان عن الصم مرة أخرى في وقت لاحق عندما تقاعد يوسف وهاجر إلى الولايات المتحدة الأمريكية.
أما ما شكل نقطة تحول في حياة يوسف جيلمان، فكان افتتاح المدرسة التقنية التابعة لمركز لينينغراد لإعادة التأهيل لجمعية عموم روسيا للصم (ASD LRC)، وهي منشأة تعليمية خاصة بالاتحاد السوفيتي فريدة من نوعها من حيث المفهوم. وأصبح المركز مركزًا تعليميًّا فريدًا من نوعه حيث كان الشباب والشابات الموهوبون يقصدونه من مختلف أنحاء الاتحاد السوفيتي للدراسة. وتمثلت مهمة المركز الرئيسية بجعل ضعاف السمع و/أو النطق على قدم المساواة في الإلمام بالقراءة والكتابة والقدرة المهنية وتمكينهم من الاعتماد على أنفسهم في الأوساط الاجتماعية والمهنية. وتلقى هؤلاء الشباب تعليمًا جيدًا كرسامي كمبيوتر ومحاسبين ومنظمي فعاليات ثقافية وتعليمية ومترجمي لغة الإشارة ومتخصصين في المعدات الإذاعية الإلكترونية وتجليد الكتب وعاملين في صف حروف الطباعة والطباعة، إلخ. تقع مدرسة لينينغراد لإعادة التأهيل للفنون التطبيقية في 20 بيريزوفايا أليا (Berezovaya Alleya) في مدينة بافلوفسك، وهي إحدى ضواحي مدينة لينينغراد. وقد قامت جمعية عموم روسيا للصم بتوفير التمويل للمدرسة. ولقد تبوّأ يوسف جيلمان إدارة المركز وظل يشغل هذا المنصب عشرين عامًا لحين تقاعده.
تحت رعاية يوسف وتوجيهه الشامل، تطور المركز وتوسع بحيث شمل مجالات جديدة كالأنشطة الثقافية والتعليمية والتربية البدنية والعلاج الفيزيائي، بالإضافة إلى قسم ترجمة لغة الإشارة. ومما جاء على لسان ليديا سينيتسينا، مديرة مركز إعادة التأهيل الإقليمي، حول مساهمة السيد جيلمان وشخصيته:
"أنشأ يوسف فلوريانوفيتش هذا المركز وتركه للأجيال القادمة. كان يندفع كل يوم نحو المركز محاطًا دائمًا بالأجيال الشابة."
ومن بين الإنجازات الاجتماعية الأخرى التي حققها يوسف، الإصرار بنجاح على أن تكون عمليات البث كافة على القناة الإخبارية المركزية الروسية مصحوبة بترجمة لغة الإشارة وأن يُسمح للسائقين الصم بالحصول على رخصة قيادة خاصة.

## الحياة العائلية والشخصية
تزوج يوسف من مارينا جيلمان في عام 1945 واستمر زواجهما حتى وفاتها في عام 2003.
في عام 1991، هاجر يوسف جيلمان إلى الولايات المتحدة الأمريكية، ثم عاش بين البلدين وتوفي في روسيا.
كان لدى يوسف ولدان: أصبح ابنه سيريل أيضًا متخصصًا في لغة الإشارة ومديرًا لمركز ثقافي للصم في روسيا، في حين تخصصت ابنته ناتاشا في اللغة الإنكليزية وحصلت على درجة الدكتوراه فيها وعملت في المجال اللغوي (مترجمة ومترجمة فورية ومحررة) وعملت أيضًا على إجراء بحوث حول النطق والصوتيات وأدارت لاحقًا شركة ترجمة في الولايات المتحدة الأمريكية.
لدى يوسف خمسة أحفاد. فالحفيدة البكر تدعى إيكاترينا رودنيفا وهي روسية وتعمل كمدرسة لغة ثانية في جامعة سانت بطرسبرغ الحكومية وهي زوجة وأم. أما أحفاده الآخرون، فهم فلاديمير ريزنيكوف الذي نشأ في الولايات المتحدة الأمريكية ويعمل كمترجم حيث ترجم الكثير من الكتب والقصائد والأغاني، ومترجم فوري للمؤتمرات ومترجم محلّف ولقد طوّر، على غرار جده، دورات تدريبية أصلية للمترجمين التحريريين والمترجمين الفوريين؛ وفيليب بولتوفسكي، وهو زوج وأب لطفلين وعازف كلارينيت ومغنٍّ محترف عزف مع جوقة الجيش الأحمر في أولمبياد 2018؛ وكسينيا جيلمان وهي أم متفانية تقيم في الولايات المتحدة الأمريكية. أما أصغر أحفاده، فهي ماريا بولتوفسكايا التي تخرجت في معهد سانت بطرسبرغ الموسيقي كعازفة كمان وهي تعزف حاليًا في مجموعة الكمان الأولى في جوقة أكاديمية سانت بطرسبرغ الحكومية (St. Petersburg Capella).
وخلال الوقت الذي كان يوسف يقضيه بعيدًا عن العمل، كان شغوفًا بأعمال البستنة وشاعرًا موهوبًا ولاعب شطرنج بارع. وبعد انتقاله للعيش في الولايات المتحدة الأمريكية، استمتع بقضاء الوقت مع أحفاده واستكشاف الأحياء المجاورة مع كلبه غابرييل من نوع الروت وايلر.
وكان يوسف، بصفته خبيرًا في لغة الإشارة الدولية، يجيد التواصل بطلاقة مع ضعاف السمع من مختلف البلدان على الرغم من الاختلاف الكبير في اللغات.
فوق كل شيء، تحلى يوسف بخصال الشرف والنزاهة. فعلى حسب رواية أحد الطلاب السابقين: ذات مرة خلال السنوات السوفيتية، كان من المفترض استبعاد طالب في المدرسة التقنية بسبب رسمه لوحة تحتوي على تعرٍّ، ما لم يكن يليق بدولة شيوعية. وصوتت لجنة أعضاء الحزب الشيوعي على طرد الشاب. لكن رد يوسف كان جريئًا ومحفوفًا بالمخاطر: "تلميذي سيبقى. إن ذهب هو، أذهب أنا." ولم يتم طرد الفنان الشاب حينها.
أحد أقوال يوسف: "حالما يبدأ الناس في فهم بعضهم البعض بشكل أفضل، تصبح الحياة أكثر متعة وعقلانية..."

## ذكراه

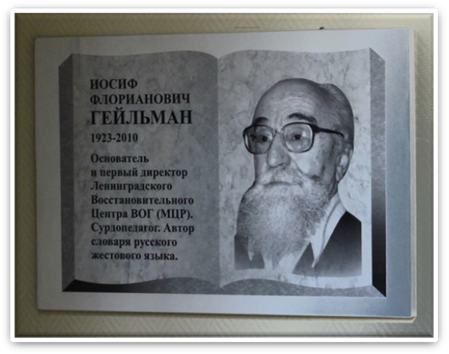
اللوحة التذكارية التي خُصصت لتخليد ذكرى يوسف فلوريانوفيتش جيلمان في 6 أبريل 2017 في المركز الإقليمي لضعاف السمع (المعروف سابقًا باسم مركز لينينغراد لإعادة التأهيل).

توفي يوسف فلوريانوفيتش جيلمان في يونيو 2010 وتم دفنه في مقبرة سيرافيموفسكوي في سانت بطرسبرغ. وفي 6 أبريل 2017، خُلِّدت ذكراه من خلال لوحة تذكارية وُضِعَت في المركز الإقليمي لضعاف السمع (المعروف سابقًا باسم مركز لينينغراد لإعادة التأهيل).

## مؤلفاته
- Geilman I.F.Unique Communication Methods of the Deaf: Dactylology and Facial Expressions: A Manual: [in 5 parts.] / I.F. Geilman // Polytechnic school of the Leningrad Rehabilitation Center of VOG (All-Russian Society of the Deaf). — Leningrad: LRC VOG, 1975. — 166 p.
- Geilman I.F. Exercises and Texts as an Aid in Dactylology and Facial Expression Based Translation: Textbook [2-nd edition, expanded and revised.] / I.F. Geilman // Polytechnic school of the Leningrad Rehabilitation Center of VOG (All-Russian Society of the Deaf). — Leningrad: LRC VOG, 1975. — 114 p.
- Geilman I.F.The Fingerspelling Alphabet and Signs of the Deaf-Mute / I.F. Geilman. — Moscow: KOIZ (All-Russian Collaborative United Publishing House), 1957. — 596 p.
- Geilman I.F. Studying Gestuno: A Manual / I.F. Geilman // Polytechnic school of the Leningrad Rehabilitation Center of VOG (All-Russian Society of the Deaf). — Leningrad: LRC VOG, 1982. — 93 p.
- Educational and Behavioral Aspects of Working with Deaf Students in Their Professional Training,. A Collection of articles. / [edited by I.F. Geilman, L.G. Signitskaya]. — Leningrad, 1974. — 65 p.
- Geilman I.F. Sign Language – Your Friend: Dictionary, Exercises, Phrasebook / I.F. Geilman. — Saint Petersburg.: Leningrad Mixed Partnership (LIO) "Redaktor", 2002. — 176 p.
- Geilman I.F. Dactylology: A Textbook / I.F. Geilman. — Polytechnic school of the Leningrad Rehabilitation Center of VOG (All-Russian Society of the Deaf). — Leningrad: LRC VOG, 1981. — 86 p.
- Geilman I.F. Sign Language Dictionary: [in 2 volumes] / I.F. Geilman. — second edition, expanded and revised. — 2004. — 363 p.